# Chalid Chudża
Chalid Chudża (tur. Halid Hoca; ur. 4 lipca 1965 w Damaszku) – syryjski działacz polityczny i lekarz pochodzenia tureckiego. Od 5 marca 2016 do 6 maja 2017 przewodniczący Syryjskiej Koalicji Narodowej na rzecz Opozycji i Sił Rewolucyjnych, skupiającej siły opozycyjne wobec władzy prezydenta Baszszara al-Asada (faktyczny prezydent w opozycji, częściowo uznawany na arenie międzynarodowej).
Ma pochodzenie tureckie i mieszkał początkowo w Damaszku. Za czasów prezydentury Hafiza al-Asada był dwukrotnie więziony, przenosił się następnie do Libii i Turcji. W 1994 ukończył medycynę w tureckim Izmirze. Działał następnie jako konsultant ds. rozwoju i zarządzania w firmie medycznej. Zaangażował się w protesty przeciw prezydentowi Baszszarowi al-Asadowi w roku 2011, założył Platformę Solidarności z Narodem Syryjskim, a w październiku także Syryjską Radę Narodową. Znalazł się także w składzie Syryjskiej Koalicji Narodowej na rzecz Opozycji i Sił Rewolucyjnych i był jej delegatem na Turcję.
5 stycznia 2015 wybrany na nowego przewodniczącego koalicji, zdobywając 56 głosów, czyli o 6 więcej niż sekretarz generalny organizacji Nasir al-Hariri. 3 sierpnia po raz kolejny wybrany na stanowisko. 14 sierpnia uczestniczył w rozmowach pokojowych z szefem rosyjskiej dyplomacji Siergiejem Ławrowem, zapowiadając bliższą współpracę z Rosją. 30 września oskarżył rosyjskie lotnictwo o bombardowanie celów cywilnych na północ od Hims, gdzie nie było bojowników Państwa Islamskiego. 5 marca 2016 zastąpił go Anas al-Abda.
Jest żonaty, ma czworo dzieci.